# Guengat
Guengat (bretonisch Gwengad) ist eine Gemeinde im Westen Frankreichs im Département Finistère in der Region Bretagne, etwa sechs Kilometer entfernt von Locronan. Sie hat 1836 Einwohner (Stand 1. Januar 2022) und eine Fläche von 22,72 km².

## Bevölkerungsentwicklung
| Jahr                       | 1962 | 1968 | 1975 | 1982 | 1990 | 1999 | 2009 | 2017 |
| Einwohner                  | 1009 | 1001 | 1198 | 1588 | 1604 | 1471 | 1633 | 1782 |
| Quellen: Cassini und INSEE |      |      |      |      |      |      |      |      |

## Sehenswürdigkeiten

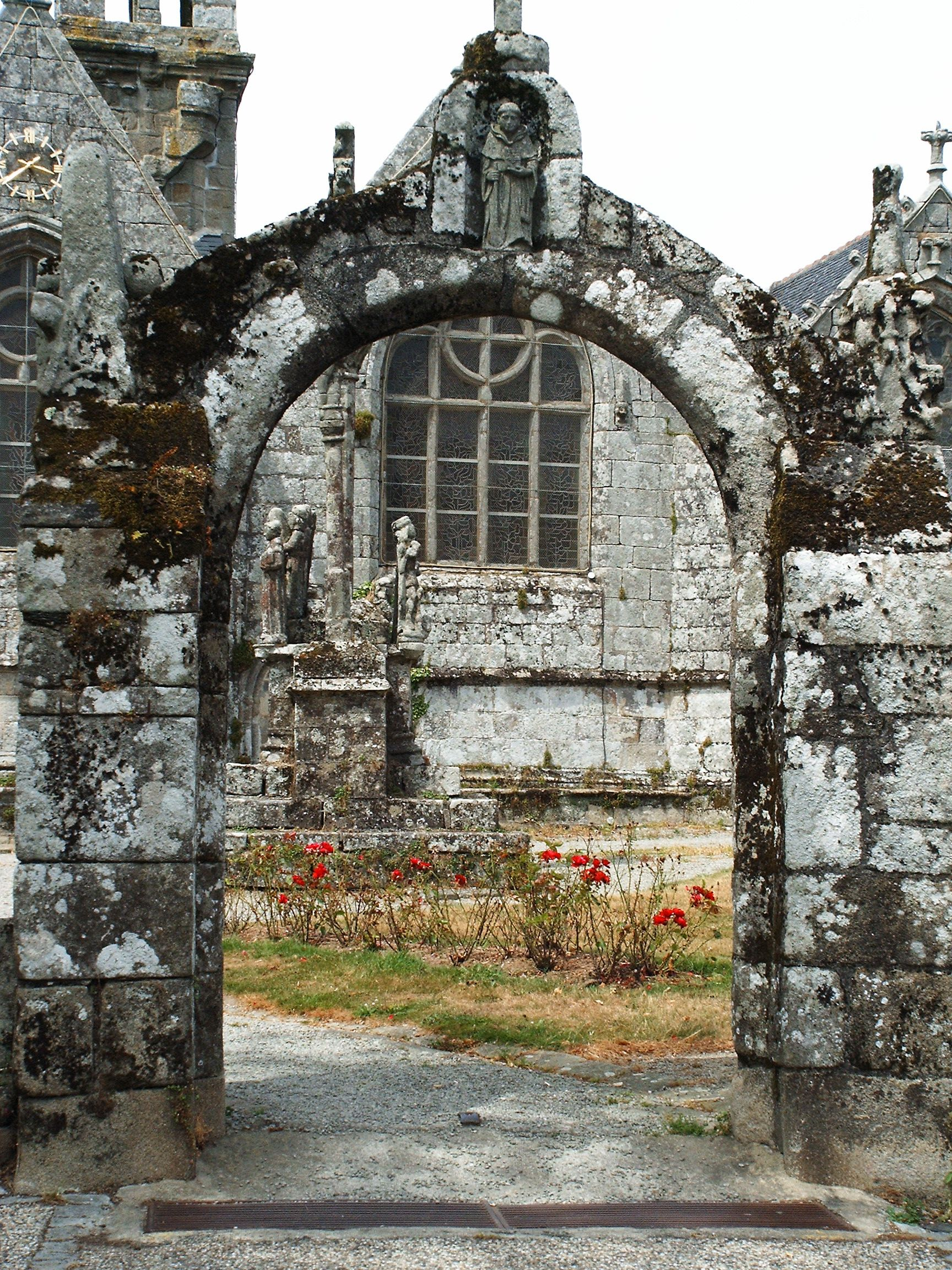
Eingang zum Kirchhof

Der bretonische Name Gwengad bedeutet im Deutschen „Weißer Hase“. Im Ort befindet sich die kleine, aus dem 15. Jahrhundert stammende Kirche Saint-Fiacre und davor ein kleiner Kalvarienberg. In der Kirche finden sich Schnitzereien als Statuen und an den Deckenbalken.
Siehe auch: Liste der Monuments historiques in Guengat

## Persönlichkeiten
- Louis Aleno de Saint-Aloüarn (1738–1772), französischer Seefahrer und Entdecker.